# Kevin Woodburn

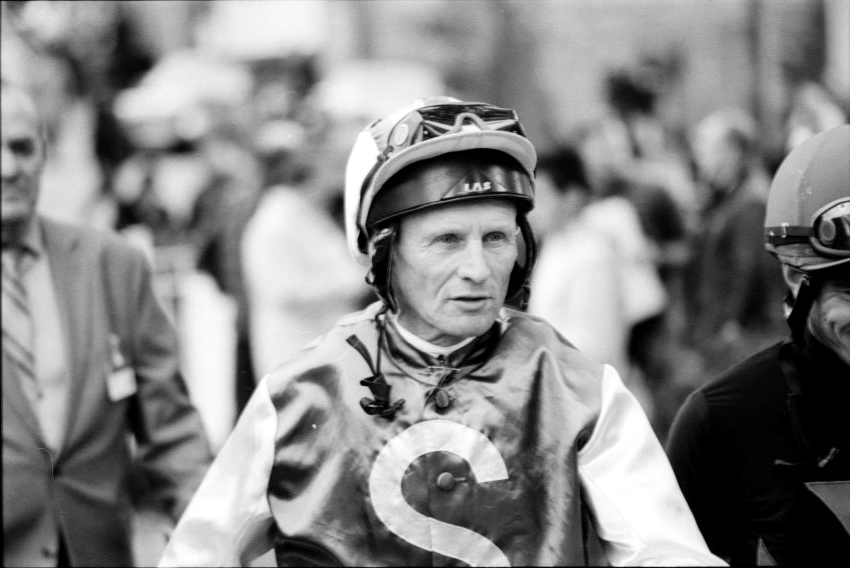
Kevin Woodburn

Kevin Woodburn (* 17. Juli 1957 in Ulverston) ist ein britischer Jockey und Trainer für Galopprennsport.

## Leben
Woodburn begann im Alter von 14 Jahren seine Jockey-Ausbildung in England und absolvierte seinen ersten Start 1973 in England mit Upper Dip. Woodburn kam in den 1970er Jahren als Pferdepfleger nach Deutschland und arbeitete unter anderem bei Trainer Heinz Jentzsch. In seiner Karriere als Profi-Rennreiter gewann er mehr als 1500 Rennen und zwei Mal das Deutsche Derby in Hamburg.

## Laufbahn
Seinen ersten Sieg erreichte er 1976 in Deutschlandin, in Köln mit Escalation. Dennoch fasste er zunächst nur langsam Fuß, bis er 1989 mit dem Sieg im Deutschen Derby mit Mondrian endgültig zur Elite der damaligen Jockeys in Deutschland gehörte. Mit Mondrian gewann Woodburn auf Gruppe-I-Niveau im gleichen Jahr den Großen Preis der Berliner Bank (99. Großer Preis von Berlin) und den 117. Großen Preis von Baden.
1991 gewann er mit Indica den Aral-Pokal. 1995 gewann Woodburn abermals das Derby mit All my Dreams. 1996 war er mit Wurftaube im St. Leger in einem weiteren klassischen Rennen erfolgreich. 1997 gewann er das Championat der Berufsrennreiter. Er siegte in weiteren großen Rennen, wie dem Preis von Europa von 1999 mit Belenus und dem Großen Preis von Berlin 2001 auf Anzillero. 
Anfang 2002 wechselte Woodburn in den Trainerberuf. Als Trainer war er vergleichsweise weniger erfolgreich, konnte aber 55 Rennen gewinnen.
Seit 2016 reitet er wieder als Amateur-Jockey. 2019 holte sich  Woodburn mit 62 Jahren das Amateur-Championat der Rennreiter. Bis zum Jahr 2024 hat er es in seiner zweiten Karriere bei den Amateuren auf 22 Siege gebracht. Im August 2024 gewann der 67-Jährige das "Ach was-Memorial", einem Ausgleich IV-Rennen über eine Meile, auf der braunen Stute Schwarz Blau.